# Jeffrey Aubynn
Isaac Jeffrey Eric Aubynn (Göteborg, 12 maggio 1977) è un allenatore di calcio ed ex calciatore svedese, di ruolo centrocampista.

## Palmarès

### Giocatore
- Campionato svedese: 2

Halmstad: 2000
Malmö: 2010